# Dorcadion confluens
Dorcadion confluens är en skalbaggsart som beskrevs av Leon Fairmaire 1866. Dorcadion confluens ingår i släktet Dorcadion och familjen långhorningar. Inga underarter finns listade i Catalogue of Life.